# Anjullón
Anjullón is een plaats in het Argentijnse bestuurlijke gebied Castro Barros in de provincie La Rioja. De plaats telt 1.365 inwoners.